# 芒德維爾鎮區 (密蘇里州弗農縣)
芒德維爾鎮區（英語：Moundville Township）是位於美國密蘇里州弗農縣的一個行政鎮區。

## 地方資料
芒德維爾鎮區的面積為126.09平方千米，當中陸地面積為125.12平方千米，而水域面積為0.97平方千米。根據2020年美國人口普查的數據，當地共有人口647人，而人口密度為每平方千米5.13人。